# Те-Гаммокс (Флорида)
Те-Гаммокс (англ. The Hammocks) — переписна місцевість (CDP) в США, в окрузі Маямі-Дейд штату Флорида. Населення — 59 480 осіб (2020).

## Географія
Те-Гаммокс розташований за координатами 25°40′13″ пн. ш. 80°26′56″ зх. д. / 25.67028° пн. ш. 80.44889° зх. д. (25.670354, -80.448833).  За даними Бюро перепису населення США в 2010 році переписна місцевість мала площу 20,99 км², з яких 20,42 км² — суходіл та 0,57 км² — водойми.

## Демографія
Згідно з переписом 2010 року, у переписній місцевості мешкали 51 003 особи в 16 394 домогосподарствах у складі 13 149 родин. Густота населення становила 2430 осіб/км².  Було 17565 помешкань (837/км²).
Расовий склад населення:
| - 85,0 % — білих - 6,1 % — чорних або афроамериканців - 3,1 % — азіатів - 0,2 % — корінних американців - 2,7 % — осіб інших рас |

До двох чи більше рас належало 2,9 %. Частка іспаномовних становила 76,9 % від усіх жителів.
За віковим діапазоном населення розподілялося таким чином: 23,3 % — особи молодші 18 років, 66,9 % — особи у віці 18—64 років, 9,8 % — особи у віці 65 років та старші. Медіана віку мешканця становила 36,3 року. На 100 осіб жіночої статі у переписній місцевості припадало 90,4 чоловіків;  на 100 жінок у віці від 18 років та старших — 85,7 чоловіків також старших 18 років.
Середній дохід на одне домашнє господарство  становив 70 189 доларів США (медіана — 58 655), а середній дохід на одну сім'ю — 74 341 долар (медіана — 62 350). Медіана доходів становила 40 544 долари для чоловіків та 35 237 доларів для жінок. За межею бідності перебувало 11,3 % осіб, у тому числі 15,8 % дітей у віці до 18 років та 10,7 % осіб у віці 65 років та старших.
Цивільне працевлаштоване населення становило 27 266 осіб. Основні галузі зайнятості: освіта, охорона здоров'я та соціальна допомога — 22,8 %, роздрібна торгівля — 13,9 %, науковці, спеціалісти, менеджери — 12,9 %.